# Schlacht von Valtetsi
1821

Walachischer Aufstand – Kalamata – Navarino – Patras – Salona – Livadeia – Lalas – Samothraki – Monemvasia – Alamana – Valtetsi – Doliana – 1. Akropolis – Gravia – Drăgășani – Grana – Vasilika (Thessaloniki) – Sculeni – Vasilika (Fthiotida) – Tripoli
1822–1824

Akrokorinth – Chalandritsa – Chios – Naoussa – Chios – Peta – Kompoti – Dervenakia – Agionori – Nauplia – 1. Missolonghi – Karpenisi – 2. Missolonghi – Kasos – Psara – Samos – Gerontas
Griechische Bürgerkriege 1823–1825
Ägyptische Intervention

Kremmydi – Andros – Sphacteria – Maniaki – Myloi – Alexandria – Kakosalesi – Kleisova – 3. Missolonghi – Kastraki – Mani – Varnakova – 2. Akropolis – Arachova – Kamatero – Phaleron
Intervention der Großmächte

Volos – Itea – Mega Spilaio – Navarino – Morea-Expedition – Chios-Expedition – Mortino – Koronisia – Petra
Seeschlachten sind in kursiv

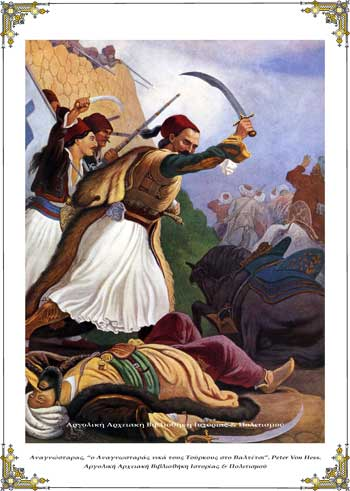
Anagnostaras bei der Schlacht von Valtetsi – Peter von Hess

Die Schlacht von Valtetsi (griechisch: Η μάχη του Βαλτετσίου) wurde am 24. Mai 1821 in Valtetsi zwischen der osmanischen Armee und griechischen Revolutionären ausgetragen. Die Schlacht war der erste große Sieg der griechischen Revolution von 1821 und bestimmte den Verlauf des Unabhängigkeitskrieges.

## Hintergrund
Der griechische Unabhängigkeitskrieg begann offiziell am 25. März 1821. Während des Krieges wurde die Stadt Tripoli in Arkadien, im Zentrum der Peloponnes zum Hauptziel der griechischen Revolutionsarmee.
Nur die kriegerischen Manioten waren Experten in der Kampfkunst. Neben den Manioten waren nur die in den Bergen lebenden Klephten und die Armatolen, die jahrhundertelang von den örtlichen türkischen Behörden zunächst zur Bewachung der Gebirgspässe und später zur allgemeinen Aufrechterhaltung von Recht und Ordnung angeheuert worden waren, einheitliche Streitkräfte.
Im April 1821 wurden die anfangs kleinen griechischen Truppen in der Gegend langsam durch Männer aus den umliegenden Dörfern verstärkt, die Theodoros Kolokotronis zum Strategos, dem Mann mit dem Oberbefehl, erklärten.

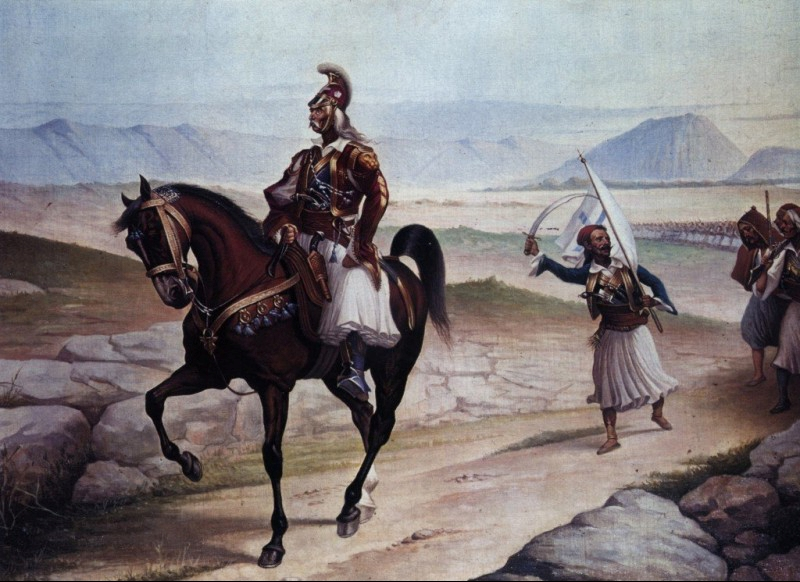
T. Kolokotronis auf dem Weg nach Valtetsi

Kolokotronis errichtete sofort bewaffnete Lager in der Nähe der Dörfer Levidi, Piana, Chrysovitsi, Vervena und Valtetsi, die ehemalige Rebellenlager waren. Kolokotronis schrieb: „Ich schlief in Valtetsi, aß in Piana zu Abend und speiste in Chrisovitsi.“ Diese Dörfer wurden zum griechischen Hauptquartier für die Vorbereitung der Belagerung osmanischer Festungen während der Abwesenheit von Hurschid Pascha (dem Gouverneur von Morea), der unter dem Sonderkommando der Hohen Pforte eine Expedition gegen den Abtrünnigen Ali Pascha von Janina leitete.
Am 6. Mai 1821 überfielen die osmanischen Streitkräfte von Tripoli erstmals die in Valtetsi stationierten Griechen. Die Muslime wurden dann am 7. Mai durch 4.000 Albaner unter Kâhya Mustafa Bey, dem Kehayabey von Hurschid Pascha, aus Argolis verstärkt.
Ein paar Wochen später machte sich eine kombinierte türkische und albanische Streitmacht von 5.000 Mann unter dem Kommando von Kâhya Mustafa Bey daran, die griechischen Stellungen bei Valtetsi zu vernichten. Die Hauptstreitkräfte unter Rubi Bey wurden direkt zum Angriff auf das griechische Lager geschickt, das von 2.300 Revolutionären verteidigt wurde.

## Die Schlacht
Griechische Kapitäne hatten in Valtetsi vier Turmhäuser befestigt. Kyriakoulis Mavromichalis verteidigte einen der Türme mit 120 Mann. Elias Mavromichalis, zusammen mit Grigorios Dikeos (Papaflessas) und Nikitas Dikeos, verteidigte den zweiten Turm mit 250 Mann. Ioannis Mavromichalis, Papatsonis, Kefalas und der siebziegjährige Mitropetrovas waren mit 350 Mann im dritten Turm, und Tsalafatinos mit 80 Mann im letzten Turm. Andere Lager befanden sich in Chrisovitsi mit Ioannis Papadiamantopoulos, in Piana mit Plapoutas und in Vervena mit Giatrakos.
Am 24. Mai gab Rubi Bey den Befehl, das Dorf zu stürmen, während eine kleine Truppe Stellung bezog, um den erwarteten Rückzug der Griechen auf die Bergpfade abzuschneiden. Rubi Bey forderte daraufhin die Rebellen auf, ihre Waffen abzugeben. Als die Griechen sich weigerten, begann Rubi Bey seinen Angriff. Den türkischen und albanischen Streitkräften gelang es, einige Stellungen einschließlich der Wasserversorgung zu erobern, aber ein heftiger Widerstand zwang sie, Verstärkung von Kâhya Mustafa anzufordern.
In der Zwischenzeit trafen 700 Griechen unter dem Kommando von Theodoros Kolokotronis ein und griffen die Türken an ihren Flanken an und schwächten so ihre Streitkraft. Dann griff ein weiteres griechisches Kontingent unter Dimitrios Plapoutas maßgeblich in die Schlacht ein, um den erschöpften Rebellen lebenswichtige Unterstützung zu leisten.
Entgegen den türkischen Erwartungen behielten die Griechen ihre Stellungen bei, da die türkische Kavallerie in der Schlacht an den felsigen Hängen wirkungslos war. Alle türkischen und albanischen Angriffe wurden abgewehrt und schließlich befahl Rubi Bey einen Rückzug, der in eine Flucht mündete, nachdem die Griechen ihre Verteidigungshaltung aufgaben und zum Gegenangriff übergingen, wodurch die feindlichen Linien vollständig durchbrochen wurden.
Am Ende errangen die Griechen einen entscheidenden Sieg, indem sie zwei Kanonen und Munition erbeuteten. Die Schlacht selbst dauerte fast 24 Stunden. Die Verluste waren für die osmanische Armee unerwartet hoch: 600 Tote im Vergleich zu 150 Toten bei den griechischen Rebellen.

## Nachwirkungen
Die Schlacht von Valtetsi war der erste entscheidende Sieg der Griechen in ihrem Kampf um die Freiheit. Der Sieg zeigte, dass eine organisierte Rebellentruppe der osmanischen Militärmaschinerie gegenübertreten und sie besiegen konnte. Der Sieg stärkte auch die Moral und das Selbstvertrauen der griechischen Revolutionäre und ermutigte sie, den Kampf für ihre Freiheit fortzusetzen. Schließlich zeigte der Sieg, dass die Kontrolle über den zentralen Peloponnes weiterhin in den Mauern von Tripoli lag.
Seinen Memoiren zufolge sagte Kolokotronis zu seinen Landsleuten: Wir müssen für diesen Tag danken, der für immer heilig gehalten werden sollte, als der Tag, an dem unser Mutterland seine Freiheit erlangte.